# مبدأ البديل في الاستدامة
مبدأ البديل في الاستدامة هو المبدأ الذي يتطلب استبدال  العمليات والخدمات و المنتجات  ببدائل أخرى إذا أمكن التي لها تأثير أقل على البيئة. ومثال على تفسير قوي قائم على المخاطر للمبدأ المطبق على المواد الكيميائية  هو يجب استبدال المواد الكيميائية الخطيرة بشكل منهجي ببدائل أقل خطورة أو يفضل ببدائل ليس لها مخاطر.
وقد تم دعم المبدأ تاريخيًا من قبل مجموعات بيئية. وأصبح المفهوم السائد بشكل متزايد، كونه مفهوم رئيسي في الكيمياء الخضراء  وعنصر مركزي لمنظمة ريتش في الإتحاد الأوروبي.
ويدعي الناقدون للمبدأ بأنه من الصعب تطبيقه بالواقع، خصوصًا في مجال التشريع.
على الرغم من ذلك، المفهوم مهم ومحرك أساسي بتحديد مواد في غاية الاهتمام لدى ريتش وتطوير قوائم المواد الخطيرة مثل قائمة (إس آي إن) وقائمة الاتحاد الرئيسي العمالي ل (إي تي يو سي) .
ومن المشاريع الممولة من الاتحاد الأوروبي (سابسبورت) وهو تحت التطوير للمساعدة في تطوير وتحديد مواد آمنة لمواد كيميائية خطيرة.